# Elecciones estatales de Aguascalientes de 1992
Las elecciones estatales de Aguascalientes de 1992 se realizaron el domingo 2 de agosto de 1992 y en ellas se renovaron los siguientes cargos de elección popular del estado mexicano de Aguascalientes:
- Gobernador de Aguascalientes. Titular del Poder Ejecutivo del estado, electo para un periodo de seis años, sin derecho a reelección. El candidato electo fue Otto Granados Roldán
- 25 diputados del Congreso del Estado. 18 electos por mayoría relativa y 7 designados mediante representación proporcional para integrar la LV Legislatura.
- 11 ayuntamientos. Compuestos por un presidente municipal y sus regidores, electos para un periodo de tres años.

## Resultados electorales

### Gobernador
|  | 72.02 % |

|  | 19.04 % |

|  | 2.22 % |

|  | 1.94 % |

|  | 0.99 % |

|  | 0.86 % |

|  | 97.10 % |

|  | 2.90 % |

### Congreso del Estado de Aguascalientes
|  | 68.19 % |

|  | 20.70 % |

|  | 3.48 % |

|  | 2.67 % |

|  | 1.00 % |

|  | 0.97 % |

|  | 2.96 % |

|  | 100 % |

### Ayuntamientos
|  | 68.64 % |

|  | 21.10 % |

|  | 3.71 % |

|  | 2.63 % |

|  | 1.07 % |

|  | 0.80 % |

|  | 97.98 % |

|  | 2.01 % |